# Foolsmate Glacier
Foolsmate Glacier är en glaciär i Antarktis. Den ligger i Östantarktis. Nya Zeeland gör anspråk på området. Foolsmate Glacier ligger 2 004 meter över havet.
Terrängen runt Foolsmate Glacier är varierad.  Trakten är obefolkad. Det finns inga samhällen i närheten.